# Diego Ochoa Sánchez
Diego Fernando Ochoa Sánchez (Quito, Pichincha, Ecuador; 16 de junio de 1966) es un exfutbolista y entrenador ecuatoriano de fútbol.

## Trayectoria

### Como futbolista
Fue jugador de Liga de Loja en los años 80. En 1988 jugó en la Segunda Categoría de Loja y en 1989 formó parte de la plantilla que logró el ascenso a la Serie B de Ecuador.

### Como entrenador
Inició su carrera de entrenador en las categorías formativas de Liga de Loja y también trabajo en el colegio Bernardo Valdivieso de la ciudad de Loja.
En 2007, fungió como asistente en el equipo principal de Liga de Loja dirigido por Wilson Armas en la Serie B de Ecuador. En ese mismo año, asumió el rol de entrenador interino tras la salida de Armas, quien dimitió luego de dejar al club en la última posición de la tabla. Luego, retomó su función como asistente de Wágner Sotomayor. Al año siguiente, desempeñó el puesto de gerente deportivo y también colaboró como asistente de Carlos Cuvi. Más adelante, volvió a ser entrenador interino tras la dimisión de Cuvi debido a los malos resultados. Como entrenador interino, logró acceder a la liguilla final por el ascenso a la Serie A; sin embargo no logró ascender.
En 2009 fue nuevamente nombrado entrenador interino, tras la renuncia del paraguayo Jacinto Elizeche.
En 2010, fue asistente de Homero Mistral Valencia, con quien logró el ascenso a la Serie A, después de coronarse campeón de la Serie B, marcando un hito histórico para el club ya que fue la primera vez que el equipo lojano ascendió a la máxima categoría del fútbol ecuatoriano. Fue ratificado para la siguiente temporada.
En la temporada de la Serie A 2011, volvió a ser entrenador interino tras la renuncia de Homero Mistral Valencia, logrando dirigir tres partidos, obteniendo siete puntos, producto de dos victorias y un empate. Luego, volvió a ser asistente del argentino Jorge Habegger, quien fue despedido por malos resultados, por lo que Ochoa tuvo que terminar la temporada como entrenador interino.
Durante los años 2012-2013, fue comisario de juego en la Federación Ecuatoriana de Fútbol.
En 2014, fue entrenador de la categoría sub-18 de Liga de Loja y luego entrenador principal, tras la salida de Álex Aguinaga. Bajó su mandato consiguió clasificar a la Copa Sudamericana del año siguiente; sin embargo renunció a finales de 2014. En 2015 volvió a Liga de Loja como asistente de Geovanni Cumbicus, no obstante obtuvieron un mal rendimiento, al quedar eliminado en la primera fase de la Copa Sudamericana ante Santa Fe de Colombia, y al descender a la Serie B, sin embargo se mantuvieron en el club hasta 2017.
En 2018, trabajó nuevamente con Geovanni Cumbicus como su asistente en Mushuc Runa, donde estuvo dos años.
En 2020, trabajó en el Centro Deportivo Olmedo siendo asistente de Geovanni Cumbicus, Pablo Trobbiani, Luis Espinel, Héctor González, Nelson Brito y César Ramos.
En 2021, fue nombrado entrenador de Pelileo S.C en la Segunda Categoría de Ecuador con el objetivo de ascender a la Serie B; sin embargo no logró el ascenso.

## Clubes

### Como futbolista
| Club         | País    | Año       |
| ------------ | ------- | --------- |
| Liga de Loja | Ecuador | 1988-1997 |

### Como segundo entrenador
| Club         | País    | Año       | Segundo entrenador de   |
| ------------ | ------- | --------- | ----------------------- |
| Liga de Loja | Ecuador | 2007      | Wilson Armas            |
| Liga de Loja | Ecuador | 2007      | Wágner Sotomayor        |
| Liga de Loja | Ecuador | 2008      | Carlos Cuvi             |
| Liga de Loja | Ecuador | 2010-2011 | Homero Mistral Valencia |
| Liga de Loja | Ecuador | 2011      | Jorge Habegger          |
| Liga de Loja | Ecuador | 2015-2017 | Geovanni Cumbicus       |
| Mushuc Runa  | Ecuador | 2018-2019 | Geovanni Cumbicus       |
| Olmedo       | Ecuador | 2020      | Geovanni Cumbicus       |
| Olmedo       | Ecuador | 2020      | Pablo Trobbiani         |
| Olmedo       | Ecuador | 2020      | Luis Espinel            |
| Olmedo       | Ecuador | 2020      | Héctor González         |
| Olmedo       | Ecuador | 2020      | Nelson Brito            |
| Olmedo       | Ecuador | 2020      | César Ramos             |

### Como gerente deportivo
| Club         | País    | Año  |
| ------------ | ------- | ---- |
| Liga de Loja | Ecuador | 2008 |

### Como entrenador principal
| Club                    | País    | Año  |
| ----------------------- | ------- | ---- |
| Liga de Loja (interino) | Ecuador | 2007 |
| Liga de Loja (interino) | Ecuador | 2008 |
| Liga de Loja (interino) | Ecuador | 2009 |
| Liga de Loja (interino) | Ecuador | 2011 |
| Liga de Loja (interino) | Ecuador | 2011 |
| Liga de Loja sub-18     | Ecuador | 2014 |
| Liga de Loja (interino) | Ecuador | 2014 |
| Pelileo S.C             | Ecuador | 2021 |

## Palmarés

### Como segundo entrenador
| Torneo             | Club         | País    | Año  |
| ------------------ | ------------ | ------- | ---- |
| Serie B de Ecuador | Liga de Loja | Ecuador | 2010 |

## Vida personal
Es ingeniero comercial graduado en la Universidad Nacional de Loja.